# Richard Nordin
Carl Richard Nordin, född den 8 juli 1867 i Gunnilbo, Västmanland, död den 14 april 1929, var en svensk skolman och historiker. 
Nordin blev student vid Uppsala universitet 1888, filosofie doktor där 1893, läroverksadjunkt i Karlstad 1903, lektor 1907 i Östersund och 1908 i Uppsala. Åren 1899–1902 var han redaktör för Nya Wermlandstidningen och 1902–1905 för Värmlands Dagblad. Åren 1919–1922 och från 1925 satt han i redaktionen för Dagens tidning: svensk tidning för kristendom, kultur och politik. Han skrev ett stort antal historiska arbeten, läroböcker och inlägg i skolfrågor. Han var medutgivare av den tyska historiska tidskriften Klio och redigerade den av honom 1901 uppsatta Tidning för Sveriges läroverk.